# Odrůdy révy vinné
Réva vinná a zejména její původní volně rostoucí poddruh réva vinná lesní (Vitis vinifera subsp. sylvestris) vykazuje velkou heterozygotnost, díky které v průběhu posledních 3 000 let vznikly tisíce odrůd vinné révy. Zejména v dřívějších dobách vznikaly především samovolným křížením, v současné době převládá šlechtění. Popisu a identifikací kultivarů révy vinné se věnuje ampelografie.

## Třídění odrůd vinné révy
Odrůdy vinné révy je možné třídit podle řady kritérií, nejčastěji se třídí podle místa vzniku do tzv. geograficko-ekologických skupin a podle použití.

### Třídění dle použití
Podle použití se odrůdy révy vinné dělí na moštové odrůdy, které jsou určeny především pro výrobu moštu a vína, na stolní odrůdy, které jsou určeny k přímé konzumaci, a na tzv. podnožové odrůdy. Moštové odrůdy se dále dělí na odrůdy určené pro výrobu bílých vín (jde o bílé a červené odrůdy) a na odrůdy určené k výrobě červených vín (jde o modré odrůdy).
- Moštové odrůdy mívají spíše menší bobule a je u nich kladen důraz na vysoký obsah aromatických látek a pokud možno na odolnost vůči houbovým chorobám a cizopasníkům.
- Stolní odrůdy mají obvykle velké hrozny a velké sladké bobule s pevnou dužninou. Není u nich kladen příliš velký důraz na vysoký obsah aromatických látek v bobulích a nejsou vhodné k výrobě vína.
- Podnožové odrůdy se používají jako podnože pro sazenice běžných odrůd vinné révy, aby byla zajištěna větší odolnost sazenic proti cizopasníkům (zejména révokazu). U podnožových odrůd je proto kladen důraz na tuto odolnost, na přizpůsobení se konkrétním půdním podmínkám a na vhodné předpoklady pro štěpování. Kvalita a vlastnosti hroznů a bobulí jsou nepodstatné. Podnožové odrůdy bývají obvykle potomkem americké révy (Vitis labrusca) a často ani hrozny netvoří.

## Seznam některých odrůd vinné révy

### Vysvětlivky
- Název odrůdy je hlavní český ampelografický název odrůdy.
- Synonyma jsou případná další označení dané odrůdy, obvykle se jedná o některý zahraniční název (nejčastěji německý nebo francouzský) nebo o pracovní název používaný během šlechtění (např. Mopr nebo Gm 322-58).
- Původ se snaží vystihnout způsob vzniku a stáří dané odrůdy. Přesný rok je nutné brát orientačně, neboť šlechtění probíhá delší dobu (např. prof. Vilém Kraus uvádí, že u odrůdy Neronet trvalo šlechtění a následné odrůdové zkoušení před zápisem do státní odrůdové knihy celých 31 let). Taktéž místo nemusí být zcela přesné, neboť ke šlechtění může docházet na více místech (např. u odrůdy Malverina) nebo může proběhnout na jednom místě křížení a na jiném místě výběr vhodného semenáče (např. u odrůdy Müller Thurgau, kde proběhlo křížení v Německu a výběr semenáče ve Švýcarsku).
- Tradiční oblasti pěstování jsou oblasti, kde se daná odrůda obvykle pěstuje.
- Zápis SOK označuje rok zápisu do české Státní odrůdové knihy.
- Červeně jsou podbarveny původní staré odrůdy, které vznikly obvykle samovolným křížením nejpozději v období pozdního středověku a staly se základem pro vznik novějších odrůd.

### Moštové odrůdy pro výrobu bílých vín
| Odrůdy registrované a povolené v Česku, z nichž lze vyrábět jakostní vína      | | | |      |
| Aurelius                                                                       | NE x RR 45/18 | Neuburské × Ryzlink rýnský, vyšlechtěno 1983, Perná, Česko.                                                                          | Morava | 1983 |
| Auxerrois                                                                      | Blanc de Laquenexy, Auxerrois blanc, Pinot Auxerrois | Stará burgundská odrůda, pravděpodobně náhodné křížení Rulandské modré × Heunisch.                                                   | Francie, Lucembursko, Německo                                                                                       | 2004 |
| Děvín                                                                          | TCVCB 15/4, Devín | Tramín červený × Veltlínské červenobílé, vyšlechtěno 1998, Bratislava, SR.                                                           | Slovensko | 1998 |
| Erilon                                                                         | L 3-9-25 | (Frankovka × Cabernet Franc) × Merlan (Merlot × Seibel 13666), vyšlechtěno v Česku.                                                  | Morava | 2011 |
| Floriánka                                                                      | VČR x MT, Florianka, Morava | Veltlínské červené rané × Müller Thurgau, vyšlechtěno Polešovice, Česko.                                                             | Morava | 2010 |
| Hibernal                                                                       | Gm 322-58 | Seibel 7053 x Ryzlink rýnský, klon 239, vyšlechtěno 1977, Geisenheim, SRN.                                                           | Německo, Morava | 2004 |
| Chardonnay                                                                     | Pinot Chardonnay, Morillon, Weisser Clevner, Gelber Weisburgunder | Stará burgundská odrůda, pravděpodobně náhodné křížení Pinot noir × Heunisch.                                                        | Francie (Burgundsko a Champagne), Rakousko, Itálie                                                                  | 1987 |
| Irsai Oliver                                                                   | Carola, Iršaj, Irsay Olivér, Karola | Bratislavské bílé × Čabaňská perla, vyšlechtěno 1930, Kecskemét, Maďarsko.                                                           | Maďarsko, Slovensko, Rakousko, Slovinsko                                                                            | 1975 |
| Kerner                                                                         | Weinsberg S 25/30, Herold Weiss | Trolínské × Ryzlink rýnský, vyšlechtěno 1929, Weinsberg, SRN.                                                                        | Německo | 2001 |
| Lena                                                                           | (LI x IO) PE 2/67 | Lipovina × Irsai Oliver, vyšlechtěno 2001, Perná, Česko.                                                                             | Morava | 2001 |
| Malverina                                                                      | BV-19-143 | Rakiš (Villard blanc × Veltlínské červené rané) × Merlan (Merlot × Seibel 13666), vyšlechtěno 2001, Perná, Česko.                    | Morava | 2001 |
| Muškát moravský                                                                | MO x PR 23/30, Mopr, MOPR | Muškát Ottonel × Prachtraube, vyšlechtěno 1987, Polešovice, Česko.                                                                   | Morava | 1987 |
| Muškát Ottonel                                                                 | Mirisavka, Muscat Ottonel, Ottonel, Ottonel Muskotály, Tamîioasa Ottonel                                                                                                  | Pravděpodobně Chrupka bílá × Muškát žlutý, 19. století, Angers, Francie.                                                             | Francie (Alsasko), Maďarsko                                                                                         | 1952 |
| Müller Thurgau                                                                 | Rivaner, Riesling-Sylvaner, Rizlingszilvani, Rizvanec | Ryzlink rýnský × Madlenka královská, vyšlechtěno 1891, Wädensvil, Švýcarsko.                                                         | Německo, Rakousko, Čechy, Morava, Švýcarsko, Slovensko, Maďarsko                                                    | 1941 |
| Neuburské                                                                      | Neuburger, Novogradski, Ujvari | Pravděpodobně náhodné křížení Veltlínské červené × Sylvánské zelené, 19. století, Oberansdorf, Rakousko.                             | Rakousko, Morava | 1941 |
| Pálava                                                                         | TČ x MT 0104, Nema, Veverka | Tramín červený a Müller Thurgau, vyšlechtěno 1970, Perná, Česko.                                                                     | Morava | 1977 |
| Rinot                                                                          | BV-67-6-6 | Merzling × (Seyve Villard 12375 × Rulandské šedé), Česko.                                                                            | Morava | 2008 |
| Rulandské bílé                                                                 | Roučí bílé, Pinot blanc, Pinot bianco, Weisser Burgunder, Clevner, Fehér burgundi, Beli Pinot, Biela Klevanjka.                                                           | Stará burgundská odrůda, pupenová mutace odrůdy Rulandské šedé (Pinot gris).                                                         | Francie, Itálie, Německo, Rakousko                                                                                  | 1941 |
| Rulandské šedé                                                                 | Roučí šedé, Pinot Gris, Tokay d´Alsace, Malvoisie, Pinot Grigio, Ruländer, Grauer Burgunder, Piros kisburgundi, Szürkebárát, Rulandac Sivi, Crvena Klevanjka, Grauklevner | Stará odrůda, pravděpodobně francouzská, pupenová mutace odrůdy Pinot noir.                                                          | Francie, Německo, Čechy, Morava, Maďarsko                                                                           | 1941 |
| Ryzlink rýnský                                                                 | Starosvětské, Rheinriesling, Petit Riesling, Rajnai rizling, White Riesling, Johannisberg, Gentil Aromatique, Risling rejnskij, Weißer Riesling, Lipka, Graševina         | Stará německá odrůda, pravděpodobně náhodné křížení Gouais blanc × Tramín červený.                                                   | Německo | 1941 |
| Ryzlink vlašský                                                                | Welschriesling, Wälschriesling, Riesling italico, Olaszrizling, Laški rizling, Rizling italijanski, Talianska graševina, Klein-riesler, Petit Riesling                    | Stará odrůda neznámého původu. | Itálie, Maďarsko, Slovensko, Rakousko, Morava                                                                       | 1941 |
| Sauvignon                                                                      | Sauvignon blanc, Blanc Fumé, Muskat-Sylvaner, Feigentraube, Sovinak, Zoeld Ortlibi                                                                                        | Stará francouzská odrůda, pravděpodobně náhodné křížení Chenin blanc × Tramín červený.                                               | Francie, Itálie, Rakousko, Morava, Slovensko                                                                        | 1952 |
| Savilon                                                                        | BV-19-88 | Rakiš (Villard blanc × Veltlínské červené rané) × Merlan (Merlot × Seibel 13666), vyšlechtěno 2001, Perná, Česko.                    | Morava | 2010 |
| Sylvánské zelené                                                               | Sylvánské, Grüner Silvaner, Grüner Zierfandl, Zöld silván | Stará rakouská odrůda, pravděpodobně náhodné křížení Rakouské bílé × Tramín červený.                                                 | Rakousko, Německo (Rheinhessen, Falcko, Franken), Morava, Slovensko                                                 | 1941 |
| Tramín červený                                                                 | Formentin Rouge, Gewürztraminer, Livora, Tramín, Roter Traminer, Rotklevner, Ryvola, Traminer                                                                             | Jedna z nejstarších odrůd, původ neznámý, zřejmě nahodilé křížení révy lesní s některou z kulturních odrůd pěstovaných Římany.       | Francie, Německo (Bádensko a Falcko), Rakousko (Štýrsko), Slovinsko, Itálie Tyrolsko, Maďarsko, Rumunsko, Slovensko | 1941 |
| Veltlínské červené rané                                                        | Malvasier, Malvasia, Frühroter Veltliner, Babotraube, Roter Malvasier, Korai pirosvelteliny                                                                               | Stará odrůda, zřejmě rakouská nebo italská, pravděpodobně náhodné křížení Sylvánské zelené × Veltlínské červené.                     | Rakousko, Itálie, Morava, Maďarsko                                                                                  | 1952 |
| Veltlínské zelené                                                              | Bělošpičák, Grüner Veltliner, Grünmuskateller, Zöldvelteliny, Veltlinac zleni, Weissgipfler                                                                               | Stará odrůda, zřejmě rakouská, náhodné křížení Tramín červený × St. Georgen.                                                         | Rakousko, Slovensko, Maďarsko, Balkán                                                                               | 1941 |
| Veritas                                                                        | (RČ x BH) I-5/3 | Ryzlink červený × Bouvierův hrozen, vyšlechtěno 1963, Znojmo, Česko.                                                                 | Morava | 2001 |
| Vrboska                                                                        | TČ x ČP 3/23 | Tramín červený × Čabaňská perla, vyšlechtěno 2004, Znojmo, Česko.                                                                    | Morava | 2004 |
| Odrůdy, které nejsou v Česku registrované, ale z nichž lze vyrábět zemská vína | | | |      |
| Bouvierův hrozen                                                               | Bouvier, Bouvierovo, Radgonska ranina | Objevena 1900, Gorna Radgona, Slovinsko.                                                                                             | Slovinsko, Chorvatsko, Rakousko, Slovensko, Morava (Znojemsko)                                                      | —    |
| Čabaňská perla                                                                 | Csabagyöngye, Čabski bizer, Žemčug Saba | Madlenka raná × Muscat Courtilier, vyšlechtěno 1904, Csaba, Maďarsko.                                                                | Pěstuje se po celém světě.                                                                                          | —    |
| Červenošpičák                                                                  | Rotgipfler, Reifler | Stará odrůda neznámého původu, možná ze Štýrska.                                                                                     | Rakousko (Gumpoldskirchen)                                                                                          | —    |
| Kamenorůžák bílý                                                               | Koevidinka fehér, Kövidinka fehér, Steinschiller weiss, Ružica bílá | Stará odrůda, pocházející z Balkánského poloostrova či z Karpatské kotliny.                                                          | Maďarsko, Rumunsko, Srbsko (Vojvodina)                                                                              | —    |
| Modrý Janek                                                                    | Brunat, Blauer Hans | Stará odrůda, mutace odrůdy Veltlínské zelené.                                                                                       | Dolní Rakousko, Morava, Slovensko, Německo (Württembersko)                                                          | —    |
| Muškát žlutý                                                                   | Muškát bílý, Fehér Muskotály, Frontignan, Gelber Muskateller, Moscatel Bianco, Moscato Bianco, Muscat à Petits Grains Blancs                                              | Velmi stará odrůda, pocházející zřejmě ze starověké Malé Asie.                                                                       | Slovensko (Tokaj), Maďarsko (Tokaj)                                                                                 | —    |
| Portugal bílý                                                                  | Bílý Portugal, Fehér Oporto, Grüner Portugieser, Portugieser weiß | Stará odrůda, mutace odrůdy Portugal šedý, snad pocházející z Rakouska                                                               | Rakousko (Weinviertel)                                                                                              | —    |
| Portugal šedý                                                                  | Šedý Portugal, Oporto Szürke, Grauer Portugieser, Portugieser grau | Stará odrůda, mutace odrůdy Modrý Portugal, snad pocházející z Rakouska                                                              | Rakousko (Dolní Rakousko), Česko (Morava)                                                                           | —    |
| Sémillon                                                                       | Mansois blanc, Sauternes, St. Emillion, Wyndruif | Stará odrůda, pocházející z Francie, z regionu Bordeaux.                                                                             | Francie, Austrálie, Jihoafrická republika                                                                           | —    |
| Sylvánské červené                                                              | Cinyfál červený, Roter Silvaner, Blauer Silvaner, Silvain rouge | Stará odrůda, mutace odrůdy Sylvánské zelené.                                                                                        | Rakousko, Slovensko, Morava, Německo                                                                                | —    |
| Tramín bílý                                                                    | Formentin blanc, Fromentin blanc, Feida, Païen, Savagnin blanc, Traminer weiss                                                                                            | Jedna z nejstarších odrůd, původ neznámý, zřejmě nahodilé křížení révy lesní s některou z kulturních odrůd pěstovaných Římany.       | Francie (Savojsko a Jura), Švýcarsko (Valais), Rakousko (Štýrsko)                                                   | —    |
| Veltlínské červenobílé                                                         | Červenobílý muškatel, Ranfolina, Rotweisser Veltliner | Stará odrůda, pravděpodobně náhodné křížení Veltlínské červené × Gouais blanc.                                                       | Morava, Slovensko, Rakousko, Maďarsko, Balkán, severní Itálie                                                       | —    |
| Ostatní odrůdy neregistrované v Česku                                          | | | |      |
| Aligoté                                                                        | Aligotay, Plant de Trois Raisins | Stará odrůda, pocházející z Burgundska, náhodné křížení Pinot × Gouais blanc.                                                        | Francie, Rumunsko, Ukrajina, Bulharsko                                                                              | —    |
| Aromína                                                                        | TČVČB x IO 23/26 | (Tramín červený × Veltlínské červenobílé) × Irsai Oliver, vyšlechtěno 1968, Bratislava, Slovensko                                    | Slovensko | —    |
| Bacchus                                                                        | Gf. 33-29-133, Frühe Scheurebe | (Sylvánské zelené × Ryzlink rýnský) × Müller Thurgau, vyšlechtěno 1933, Geilweilerhof, Německo                                       | Německo, Anglie | —    |
| Bianca                                                                         | Egri Csillagok 40, Bianka, May Rot | Eger 2 × Bouvierův hrozen, vyšlechtěno 1963, Eger, Maďarsko                                                                          | Maďarsko, Rusko | —    |
| Breslava                                                                       | (CHRTČ) x ST.M.ALC. 10/28 | (Chrupka červená × Tramín červený) × Santa Maria d´Alcantara, vyšlechtěno 1960, Bratislava, Slovensko                                | Slovensko | —    |
| Chenin blanc                                                                   | Blanc d'Anjou, Blanc d'Aunis, May Rot, Plant d'Anjou, Steen, Stein | Stará odrůda, pocházející z Francie, patrně z údolí Loiry.                                                                           | Francie, Jihoafrická republika, Austrálie, USA (Kalifornie)                                                         | —    |
| Furmint                                                                        | Moslavac, Mosler, Shipon, Šipon, Sipo | Stará odrůda, zřejmě maďarská. | Slovensko (Tokaj), Maďarsko (Tokaj)                                                                                 | —    |
| Hetera                                                                         | HTCVCB 4/13 | Tramín červený × Veltlínské červenobílé, vyšlechtěno 1965, Bratislava, Slovensko                                                     | Slovensko | —    |
| Hibia                                                                          | BV-34-14-1 | Hibernal × Bianca, vyšlechtěno v Česku                                                                                               | Morava | —    |
| Lipovina                                                                       | Harslévelü | Stará odrůda, zřejmě maďarská. | Slovensko (Tokaj), Maďarsko (Tokaj)                                                                                 | —    |
| Merzling                                                                       | Freiburg 993-60 | Seyval × Freiburg 379-52 (Ryzlink rýnský × Rulandské šedé), vyšlechtěno 1960, Freiburg im Breisgau, Německo                          | Německo, Rakousko                                                                                                   | —    |
| Milia                                                                          | MTxTČ 65/4 | Müller Thurgau × Tramín červený, vyšlechtěno 1973, Šenkvice, Slovensko                                                               | Slovensko | —    |
| Noria                                                                          | RRxSE 23/33 | Podle analýzy DNA Ezerjo x Tramín červený původně udáváno Ryzlink rýnský × Sémillon, vyšlechtěno 1974, Opatovská Nová Ves, Slovensko | Slovensko | —    |
| Orion                                                                          | Geilweilerhof GA-58-30 | Optima × Villard blanc, vyšlechtěno 1964, Geilweilerhof, Německo                                                                     | Německo, Anglie | —    |
| Scheurebe                                                                      | Alzey S. 88, Sämling 88, Scheu Riesling | Neznámá odrůda původu Vitis vinifera × Ryzlink rýnský, vyšlechtěno 1916, Alzey, Německo                                              | Německo, Rakousko                                                                                                   | —    |
| Siegerrebe                                                                     | Alzey 7957, Scheu 7957, Sieger | Madeleine Angevine × Tramín červený, vyšlechtěno 1929, Alzey, Německo                                                                | Německo | —    |
| Solaris                                                                        | Freiburg 240-75 | Merzling × Geisenheim 6493, vyšlechtěno 1975, Freiburg im Breisgau, Německo                                                          | Německo, Nizozemsko, Dánsko                                                                                         | —    |
| Veltlínské červené                                                             | Ranfler, Roter Veltliner, Veltliner rot, Veltlini Piros | Stará odrůda neznámého původu. | Rakousko (Kamptal, Kremstal, Wagram)                                                                                | —    |
| Vesna                                                                          | BV-12-141 | [(Merlot x Vitis amurensis) x /(Agadaj x Muškát alexandrijský)/ x SV 20473)] x (Nimrang x SV 20366), vyšlechtěno Perná, Česko        | Morava | —    |

### Moštové odrůdy pro výrobu červených vín
| Odrůdy registrované a povolené v Česku, z nichž lze vyrábět jakostní vína      | | |                                                                |      |
| Agni                                                                           | AN x IO PE-11/47                                                                                                 | André × Irsai Oliver, vyšlechtěno 2001, Velké Pavlovice/Perná, Česko.                                                           | Morava                                                         | 2001 |
| Alibernet                                                                      | Semjanets 1-17-4, Odesskij čornyj                                                                                | Alicante Bouschet × Cabernet Sauvignon, vyšlechtěno 1950, Oděsa, Ukrajina.                                                      | Ukrajina                                                       | 1975 |
| André                                                                          | Andrea, Semenáč A 16-76                                                                                          | Frankovka × Svatovavřinecké, vyšlechtěno 1961, Velké Pavlovice, Česko.                                                          | Morava                                                         | 1980 |
| Ariana                                                                         | PE-9/19 | (Ryzlink rýnský × Svatovavřinecké) × Zweigeltrebe, vyšlechtěno 2001, Perná, Česko.                                              | Morava                                                         | 2001 |
| Cabernet Moravia                                                               | M-43 | Cabernet Franc × Zweigeltrebe, vyšlechtěno 2001, Moravská Nová Ves, Česko.                                                      | Morava                                                         | 2001 |
| Cabernet Sauvignon                                                             | Petit-Cabernet, Bouchet, Bordeaux, Petit Bouschet, Petit Vidure, Sauvignon Rouge                                 | Stará francouzská odrůda, vznikla přirozeným opylením odrůdy Cabernet Franc odrůdou Sauvignon.                                  | Francie                                                        | 1980 |
| Cerason                                                                        | Mi 5 - 100 | (Merlot × Seibel 13666) × (Frankovka × Svatovavřinecké), vyšlechtěno 1985, Velké Bílovice, Česko.                               | Morava, Čechy                                                  | 2008 |
| Domina                                                                         | Gf IV - 25 - 7 A                                                                                                 | Modrý Portugal × Rulandské modré, vyšlechtěno 1927, Geilweilerhof, Německo.                                                     | Německo                                                        | 2004 |
| Dornfelder                                                                     | We S 341 | Helfensteiner × Heroldrebe, vyšlechtěno 1956, Weinsberg, SRN.                                                                   | Německo                                                        | 2004 |
| Frankovka                                                                      | Blaufränkisch, Blauer Limberger, Lampart, Lemberger, Kékfrankos, Modra Frankinja                                 | Stará odrůda, zřejmě rakouská, jedním z rodičů je pravděpodobně Heunisch.                                                       | Rakousko, Německo, Morava, Slovensko, Maďarsko                 | 1941 |
| Fratava                                                                        | 18/73 | Frankovka × Svatovavřinecké, Česko.                                                                                             | Morava                                                         | 2008 |
| Kofranka                                                                       | MI 5 - 76 | (Merlot × Seibel 13666) × (Frankovka × Svatovavřinecké), vyšlechtěno 1985, Velké Bílovice, Česko.                               | Morava                                                         | 2011 |
| Laurot                                                                         | MI 5 - 106 | (Merlot × Seibel 13666) × (Frankovka × Svatovavřinecké), vyšlechtěno 1985, Velké Bílovice, Česko.                               | Morava                                                         | 2004 |
| Merlot                                                                         | Crabutet noir, Kékmedoc, Médoc noir, Odzalesi, Plant du Médoc, Vitraille, Sémillon Rouge                         | Stará francouzská odrůda, spontánní křížení Magdeleine Noire des Charentes × Cabernet Franc.                                    | Francie                                                        | 2001 |
| Modrý Portugal                                                                 | Oportó, Kraljevina, Portugaljka, Portugizac Crni, Portugais Bleu, Blauer Portugieser                             | Stará odrůda nejistého původu, ani její genetický původ není jednoznačný.                                                       | Morava, Maďarsko                                               | 1941 |
| Nativa                                                                         | L 3 - 10 - 34, Kaberon                                                                                           | (Frankovka × Svatovavřinecké) × (Merlot × Seibel 13666), vyšlechtěno 2004, Velké Bílovice, Česko.                               | Morava                                                         | 2010 |
| Neronet                                                                        | C-15 | (Svatovavřinecké × Modrý portugal) × (Alicante Bouschet × Cabernet Sauvignon), vyšlechtěno 1984, Lednice, Česko.                | Morava, Čechy, Slovensko                                       | 1991 |
| Rubinet                                                                        | Tintet, R - 27                                                                                                   | (Revolta × Alibernet) × André, vyšlechtěno 2004, Lednice, Česko.                                                                | Morava, Německo                                                | 2005 |
| Rulandské modré                                                                | Roučí modré, Pinot noir, Spätburgunder Blauer Burgunder, Blauer Klevner, Crni burgundac, Kisburgundi, Pinot nero | Stará francouzská odrůda, pocházející z oblasti Burgundska.                                                                     | Francie, Itálie, Německo, Čechy, Morava                        | 1941 |
| Sevar                                                                          | — | Seyve Villard 12-358 × Svatovavřinecké, vyšlechtěno 1964, Polešovice, Česko.                                                    | Morava                                                         | 2008 |
| Svatovavřinecké                                                                | Laurenztraube, Lovrijenac Crni, Pinot St. Laurent, Saint Laurent, Sankt Laurent, Szent Loerinc                   | Stará francouzská odrůda, geneticky příbuzná s burgundskými odrůdami.                                                           | Rakousko, Německo                                              | 1941 |
| Zweigeltrebe                                                                   | Klosterneuburg 181-2-71, Blauer Zweigelt, Zeigel, Zweigelt, Rotburger                                            | Svatovavřinecké × Frankovka, vyšlechtěno 1922, Klosterneuburg, Rakousko.                                                        | Rakousko                                                       | 1980 |
| Odrůdy, které nejsou v Česku registrované, ale z nichž lze vyrábět zemská vína | | |                                                                |      |
| Blauburger                                                                     | Klosterneuburg 181-2, Zweigeltrebe 181-2                                                                         | Modrý Portugal × Frankovka, vyšlechtěno 1923, Klosterneuburg, Rakousko.                                                         | Rakousko (Dolní Rakousko, Burgenland), Maďarsko                | —    |
| Jakubské                                                                       | Blauer Frühburgunder, Jakobstraube, Pinot Madeleine, Iskija, Lujega                                              | Stará odrůda, mutace odrůdy Pinot noir.                                                                                         | Celá Evropa, zejména nevinařské oblasti.                       | —    |
| Ostatní odrůdy neregistrované v Česku                                          | | |                                                                |      |
| Acolon                                                                         | We 71-816-102 | Frankovka × Dornfelder, vyšlechtěno 1971, Weinsberg, Německo.                                                                   | Německo (Württembersko, Falcko, Hesensko, Franky)              | —    |
| Cabernet Cortis                                                                | Fr 437-82 r | Cabernet Sauvignon × Solaris, vyšlechtěno 1982, Freiburg im Breisgau, Německo.                                                  | Německo                                                        | —    |
| Cabernet Dorsa                                                                 | We 71-817-92 | Podle analýzy DNA Frankovka x Dornfelder původně udáváno Dornfelder × Cabernet Sauvignon, vyšlechtěno 1971, Weinsberg, Německo. | Německo (Falcko, Hesensko, Bádensko), Švýcarsko                | —    |
| Cabernet Mitos                                                                 | We 70-77-4 F | Frankovka × Cabernet Sauvignon, vyšlechtěno 1970, Weinsberg, Německo.                                                           | Německo (Falcko, Hesensko, Bádensko)                           | —    |
| Cabernet Franc                                                                 | Acheria, Bouchet, Breton, Grosse Vidure, Trouchet Noir, Kabernet Frank                                           | Původní kabernetová odrůda, blízce příbuzná přímo s lesní révou.                                                                | Francie (Bordeaux, Provence), Španělsko, Itálie, USA, JAR      | —    |
| Dunaj                                                                          | MBOP x SV 6/10                                                                                                   | (Muscat Bouschet × Oporto) × Svatovavřinecké, vyšlechtěno 1958, Bratislava, Slovensko.                                          | Slovensko, Česko                                               | —    |
| Hron                                                                           | CAAB 3/22 | Castets × Abouriou noir, vyšlechtěno 1976, Bratislava, Slovensko.                                                               | Slovensko                                                      | —    |
| Malbec                                                                         | Auxerrois, Cahors, Côt, Kot, Lutkens, Malbeck, Pressac, Vesparol                                                 | Stará francouzská odrůda, spontánní křížení Magdeleine Noire des Charentes × Prunelard.                                         | Francie (Bordeaux, Sud-Ouest), Argentina (Mendoza), USA, Chile | —    |
| Marlen                                                                         | Mi 5 - 26 | (Merlot × Seibel 13666) × (Frankovka × Svatovavřinecké), vyšlechtěno 1985, Velké Bílovice, Česko.                               | Morava                                                         | —    |
| Mlynářka                                                                       | Meunier, Müllerrebe, Pinot Meunier, Schwarzriesling                                                              | Stará odrůda, mutace odrůdy Pinot noir.                                                                                         | Francie (Champagne), Německo, USA, Austrálie                   | —    |
| Nitria                                                                         | Nitranka, Nitra, CAAB 3/8                                                                                        | Castets × Abouriou noir, vyšlechtěno 1976, Bratislava, Slovensko.                                                               | Slovensko                                                      | —    |
| Regent                                                                         | Geilweilerhof 67-198-3                                                                                           | Diana × Chambourcin, vyšlechtěno 1967, Geilweilerhof, Německo.                                                                  | Německo                                                        | —    |
| Rimava                                                                         | CAAB 3/12 | Castets × Abouriou noir, vyšlechtěno 1976, Bratislava, Slovensko.                                                               | Slovensko                                                      | —    |
| Rosa                                                                           | (PPxFM) x TČ 15/3                                                                                                | (Picpoul noir × Frankovka) × Tramín červený, vyšlechtěno 1961, Bratislava, Slovensko.                                           | Slovensko                                                      | —    |
| Rubín                                                                          | PPFM 62/2 | Picpoul noir × Frankovka, vyšlechtěno 1951, Bratislava, Slovensko.                                                              | Slovensko                                                      | —    |
| Rudava                                                                         | CATAP 6/28 | Castets × I-35-9, vyšlechtěno 1967, Bratislava, Slovensko.                                                                      | Slovensko                                                      | —    |
| Saperavi                                                                       | Saperawi | Stará odrůda, pocházející z Gruzie, pravděpodobně z oblasti Kachetie.                                                           | Gruzie, Arménie, Moldavsko, Ukrajina, Bulharsko                | —    |
| Torysa                                                                         | CATAP 9/17 | Castets × I-35-9, vyšlechtěno 1967, Bratislava, Slovensko.                                                                      | Slovensko                                                      | —    |
| Trolínské                                                                      | Black Hamburg, Blauer Trollinger, Edelvernatsch, Frankenthal, Nera d’Amburgo, Schiava grossa                     | Stará odrůda (pěstovala se již v době římské), pocházející pravděpodobně z jižních Tyrol.                                       | Itálie                                                         | —    |
| Váh                                                                            | CAAB 3/13 | Castets × Abouriou noir, vyšlechtěno 1976, Bratislava, Slovensko.                                                               | Slovensko                                                      | —    |

### Stolní odrůdy
| Odrůdy registrované a povolené v Česku |                                                                             |                                                                                   |                                           |      |
| Arkadia                                | Arcadia, Arkadija, Nasťa                                                    | Moldova × Cardinal, vyšlechtěno, Oděsa, Ukrajina.                                 | Ukrajina, Rusko, Česko, Polsko            | 2001 |
| Diamant                                | JBPK 13/22                                                                  | Julski biser × Pannonia Kincse, vyšlechtěno, Bratislava, Slovensko.               | Slovensko, Česko                          | 1998 |
| Chrupka bílá                           | Gutedel, Chasselas blanc, Fendant                                           | Stará odrůda, pocházející zřejmě z okolí Ženevského jezera.                       | Švýcarsko, Francie, roztroušeně celý svět | 1941 |
| Chrupka červená                        | Rotgutedel, Chasselas rouge                                                 | Mutace odrůdy Chrupka bílá, nalezená roku 1863 ve Francii.                        | Švýcarsko, Francie, roztroušeně celý svět | 1941 |
| Julski biser                           | Chibrid I-4, Iulski Biser                                                   | Bolgar × (Čabaňská perla × Čiljaky rozovyj), vyšlechtěno 1954, Pleven, Bulharsko. | Bulharsko, Slovensko, Česko               | 1972 |
| Olšava                                 | KO x BO 39/28, Olszava                                                      | Kossuth Lájos × Boskolena, vyšlechtěno 1988, Polešovice, Česko.                   | Polsko, Slovensko, Česko                  | 1988 |
| Pannonia Kincse                        | Keszi ropogós, Pannonia Gold, Poczik 2, Schatz von Pannonia, Skarb Pannonii | Královna vinohradu × Cegléd szépe, vyšlechtěno 1942, Maďarsko.                    | Maďarsko, Střední Evropa, Východní Evropa | 1980 |
| Pola                                   | PO/KO 1/58                                                                  | Pobeda × Kossuth Lájos, vyšlechtěno, Polešovice, Česko.                           | Česko, Slovensko                          | 2001 |
| Vitra                                  | PO/KO 1/37                                                                  | Pobeda × Kossuth Lájos, vyšlechtěno, Polešovice, Česko.                           | Česko, Slovensko                          | 1993 |

### Podnožová réva
| Odrůdy registrované a povolené v Česku |                                   |                                                                                  |      |
| Amos                                   |                                   | Kříženec odrůd Severnyi × Schwarzmann, vyšlechtěný v ČR.                         | 1990 |
| 125 AA                                 | Berlandieri x Riparia 125 AA      | Vitis berlandieri × Vitis riparia, vyšlechtěno v Rakousku.                       | 1983 |
| Cr 2                                   | Berlandieri x Riparia Craciunel 2 | Vitis berlandieri × Vitis riparia, vyšlechtěno v Rumunsku.                       | 1983 |
| K 5BB                                  | Berlandieri x Riparia Kober 5BB   | Vitis berlandieri × Vitis riparia, vyšlechtěno v Rakousku.                       | 1979 |
| SO-4                                   | Berlandieri x Riparia SO-4        | Vitis berlandieri × Vitis riparia, vyšlechtěno v Německu.                        | 1979 |
| T 5C                                   | Berlandieri x Riparia Teleki 5C   | Vitis berlandieri × Vitis riparia, vyšlechtěno v Maďarsku.                       | 1983 |
| LE-K/1                                 |                                   | Kříženec (Schwarzmann × Ortlíbské žluté) × Svatovavřinecké, vyšlechtěný v Česku. | 1979 |